# Лі Гардін (письменник)
Лі Джон Гардін (Lee John Harding; 19 лютого 1937 – 19 квітня 2023) — австралійський фотограф-фрілансер та автор науково-фантастичних романів і оповідань.

## Життєпис
Гардін народився 19 лютого 1937 року в Колаку, штат Вікторія .  Він був шанувальником наукової фантастики і став одним із засновників Мельбурнського клубу наукової фантастики. 
Перша опублікована робота Гардіна з’явилася у сіднейському фотожурналі «Фотодайджест» (англ. «Photo Digest») у 1958 році: фоторепортаж про зйомки фільму «На березі»,, екранізації роману Невіла Шюта «На березі» 1959 року, у Мельбурні та Френкстоні, супроводжуваний особистим письмом. запис про його пригоди. Це призвело до запиту на регулярну щомісячну колонку для журналу про 35-міліметрову фотографію, а також подальшого фотографічного та письмового висвітлення зйомок фільму Сонцезаходні на «Кумі».
У 1961 році першу опубліковану книгу Гардіна — НФ роман «Переміщена особа» було опубліковано в часописі «Science Fantasy».  Він продовжував писати та надсилати оповідання до ряду журналів, зокрема «Нові світи», Science Fantasy та Science Fiction Adventures (Велика Британія). У 1966 році він став редакційним партнером фанзину Australian SF Review (ASFR).  У 1969 році Гардін продовжив писати для спільного австралійсько-британського науково-фантастичного журналу «Бачення заврашнього дня» (англ. «Vision of Tomorrow»), заснованого Роном Ґремом, а також опублікував оповідання в американських журналах «Гелексі сайнс фікшн», «If» і «Odyssey», а також в австралійських журналах, включаючи «Мельбурн Сан. газета. Для освітнього радіо ABC він написав два науково-фантастичні серіали з 12 частин, «Подорож у час» та «Легенда Нової Землі», а також драматизував історію Герберта Веллса «Людина, яка могла творити дива» для тієї ж програми.
З 1972 року Гардін переключився з фотографії на повний робочий день. Він опублікував чотири короткі романи в м’якій обкладинці в освітній серії Кассель для «неохочих» читачів: «Впалий астронавт» (англ. «The Fallen Spaceman», 1973), «Діти Атлантиди» (англ. «Children of Atlantis», 1974), «Замерзле небо» (англ. «The Frozen Sky», 1975) і «Повернення в завтра» (англ. «Return to Tomorrow», 1975). Його перший роман для дорослих «Світ тіней» був опублікований у 1975 році, і того ж року він редагував австралійські науково-фантастичні антології «Поза завтрашнім днем» і «Змінене I» за сприяння Роба Джеранда та Урсули К. Ле Ґуїн. У 1978 році він видав книгу «Кімнати раю», який також був опублікований у США та Великої Британії. Кілька творів з останнього також були передруковані в щорічному американському виданні Найкраща наукова фантастика року. Далі з’явилися чотири романи, у тому числі «Переміщена особа», адаптована з його раннього оповідання, за яке він отримав премію «Дитяча книга року» в Австралії 1980 року. У 1997 році він опублікував реалістичний роман «Хвороба серця» (англ. «Heartsease»).  Гардін також писав оповідання під псевдонімом Гарольд Дж. Най. 
Гардін помер 19 квітня 2023 року в Перті, Західна Австралія.  

## Премії
- 1970 – Премія «Дітмар»[en]: найкраща австралійська наукова фантастика за «Танцюючого Геронтія» [9]
- 1972 – Премія «Дітмар»: найкраща австралійська художня література за роман «Впалий космонавт» [9]
- 1978 – Премія Алана Маршалла за оповідання за неопублікований рукопис Переміщена особа [10]
- 1980 – переможець австралійської премії «Дитяча книга року» за роман «Переміщені особи» [6]
- 2006 – Австралійський фонд наукової фантастики, Премія імені Бертрама Чендлера на знак вдячності за роботу його життя. [5]

Гардін також отримав три стипендії Австралійської ради від Австралійської ради з питань мистецтва та літератури.

### Романи
- Впалий астронавт (англ. «The Fallen Spaceman»; Cassell Australia, 1973) (переглянуто та перевидано в 1979 році Harper & Row)
- Діти Атлантиди (англ. «Children of Atlantis»; Касселл, Австралія, 1974)
- Світ тіней (англ. «A World of Shadows»; Хейл, 1975)
- Замерзле небо (англ. «The Frozen Sky»; Касселл, Австралія, 1975)
- Повернення в завтра (англ. «Return to Tomorrow»; Касселл, Австралія, 1976)
- Святилище майбутнього (англ. «Future Sanctuary»; Laser Books New York #41, вересень 1976)
- Плакуче небо (англ. «The Weeping Sky»; Касселл, Австралія, 1977)
- Переміщені особи (англ. «The Weeping Sky»; Hyland House, Австралія, 1979) (як Misplaced Persons (Harper & Row, травень 1979)) (незначні редакції, Penguin (1981))
- Мережа часу (англ. «Displaced Person»; Касселл, Австралія, 1980) новелізація радіоп'єси «Подорож у часі»
- В очікуванні кінця світу (англ. «Waiting for the End of the World»; Hyland House, Австралія 1983)
- Хвороба серця (англ. «Heartsease»; HarperCollins, Австралія, 1997)

### Радіоп'єси
- Подорож у час (Серіал: Австралійська радіомовна корпорація, прибл. 1978 )
- Легенда Нової Землі (серіал: Австралійська комісія з телерадіомовлення, прибл. 1979 )
- Людина, яка могла творити чудеса (адаптація « Людина, яка могла творити чудеса » Герберта Уеллса, Австралійська комісія з телерадіомовлення, прибл. 1980 )

### Твори короткої форми
- «Танцюючий Геронтій» у збірці: Друга Тихоокеанська книга наукової фантастики за редакцією Джона Бакстера (Ангус і Робертсон, 1971)
- «Soul Survivors» у збірці: New Writings in SF 17, редагований Джоном Карнеллом (Добсон, 1970)

### Відредаговано книги
- Завтра : антологія сучасної наукової фантастики (Рен, 1975)
- Змінений І : зустріч із науковою фантастикою / Урсула К. Ле Гуїн та інші (Norstrilia Press, 1976)
- Кімнати раю (Quartet Books, 1978)